# ラーメン福
ラーメン福（ラーメンふく）は、株式会社アライが愛知県内に展開するラーメンチェーン店。1978年（昭和53年）創業。
愛知県名古屋市港区の土古（どんこ）店に本部を併設し、愛知県内に12店舗を構える。出店地域は名古屋市郊外の幹線道路沿いに限られ、全店に駐車場が完備されている。店舗の内訳は名古屋市内の8店舗と北名古屋市・知立市・尾張旭市の各1店舗が株式会社アライの直営、名古屋市内の残り1店舗はのれん分けによる営業。愛知県名古屋市港区須成町に製麺工場を持つ。

## 概要

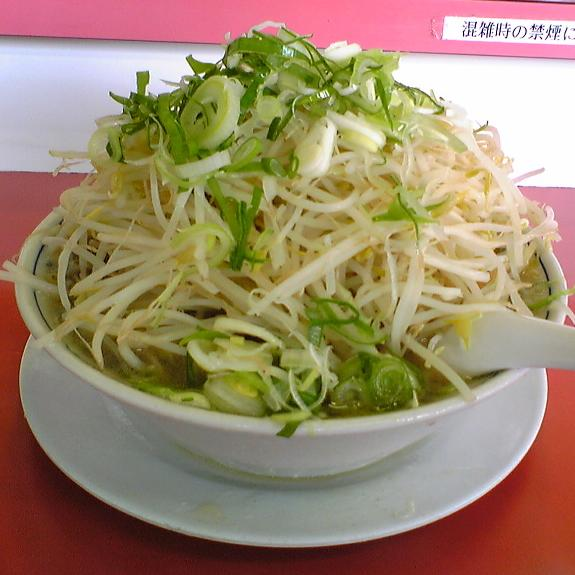
ラーメン

店舗は全店カウンター席のみで、冷水はセルフサービスになる。カウンター席が満席になった際の待合所兼喫煙所がカウンター後ろに設置されているが、店側はランチタイムや混雑時の禁煙を呼びかけている。カウンター上には、一般的な塩、コショウなどの調味料の他に、ゆで卵、スタミナ辛子（ニンニク入り辛子）が置かれ、ゆで卵を食べた際は会計時に自己申告で精算する。スタミナ辛子は強いニンニク臭が特徴で、単品で持ち帰り用に別売もしている。2010年（平成22年）6月よりラーメンたれが調味料としてテーブルに置かれており、野菜多めを注文した時等の際に味の濃さを調節できるようになった。支払いは現金払いのみで、クレジットカード、電子マネー等は使用できない。師勝店・知立店・尾張旭店では券売機で事前に食券を購入する方式をとっている。以前は10枚集めるとラーメン1杯が提供されたサービス券を配布していたが、現在はサービスを廃止している。他に10杯分の値段で11杯ラーメンが食べられる回数券を発売している。
12店舗を持つチェーン店ながらセントラルキッチンなどの一括大量製造方式は採用せず、スープ、叉焼などは各店舗ごとに製造している。メインメニューのラーメンは麺の上に盛られた大量のモヤシが特徴で、注文時の客の希望にあわせて量の調節をする。公式サイトでは、スープを染み込ませたモヤシをライスとともに食べる「通の食べ方」が紹介されている。モヤシ、ネギの野菜類は大盛りにすることができる。麺は中太のストレート麺。スープは背油醤油味のみで、叉焼は細切れにされている。この細切れにされた叉焼は隠語で「並肉」と呼ばれ、通常のラーメンから200円増しの特製ラーメン（チャーシューメン）は、丼の色が白から青に変わり、整形された叉焼を並べたものになる。一部店舗では特製ラーメンの整形された叉焼を前述の並肉に変更することも可能である。他に餃子、おつまみチャーシューといったメニューがあり、餃子は持ち帰りが可能。餃子は全て店舗ごとに巻いており、ランチタイムを過ぎた閑散時に入店するとカウンター隅で餃子を巻く姿を見ることが出来ることもある。

## 沿革
- 1978年（昭和53年）4月28日 - 現在の『アライグループ ラーメン福』の前身、『アライグループ ラーメン藤』1号店（十一屋店）オープン[6][WEB 6]。
- 1989年（平成元年）4月 - 法人設立[WEB 7]。
- 1993年（平成5年）12月 - グループ会社として有限会社アライフーズを設立[WEB 7]。
- 1997年（平成9年）2月 - フランチャイズ1号店・師勝店オープン[WEB 7]。
- 2013年（平成25年）11月 - のれん分け1号店・黄金店オープン[WEB 7]。
- 2017年（平成29年）4月27日 - フランチャイズ1号店・師勝店が直営店としてリニューアルオープン[WEB 8]。

## 店舗
全店11：00～23：00の営業、火曜定休。

### 直営店
開店順に記載。（　　）内は店舗所在地と隣接する幹線道路。
- 十一屋店[WEB 9]（愛知県名古屋市港区、愛知県道227号港中川線）
- 内田橋店[WEB 9]（愛知県名古屋市南区、国道247号）
- 笠寺店[WEB 9]（愛知県名古屋市南区、国道1号）
- 太平通店[WEB 9]（愛知県名古屋市中川区、名古屋市道名古屋環状線（環状線））
- 島田橋店[WEB 9]（愛知県名古屋市天白区、愛知県道221号岩崎名古屋線）
- 小幡店[WEB 9]（愛知県名古屋市守山区、愛知県道61号名古屋瀬戸線（瀬戸街道））
- 土古店（本店）[WEB 9]（本部併設、愛知県名古屋市港区、名古屋市道名古屋環状線（環状線））
- 篠原橋通店[WEB 9]（愛知県名古屋市中川区、愛知県道29号弥富名古屋線（八熊通））
- 師勝店[WEB 9]（愛知県北名古屋市、愛知県道451号名古屋外環状線）
- 知立店[WEB 9]（愛知県知立市、国道155号（豊田南バイパス）、国道23号（知立バイパス））
- 尾張旭店[WEB 9]（愛知県尾張旭市、国道363号(瀬港線)）（2024年（令和6年）8月1日オープン）

### のれん分け店
- 黄金店[WEB 9]（愛知県名古屋市中村区、愛知県道115号津島七宝名古屋線）

### ギャラリー

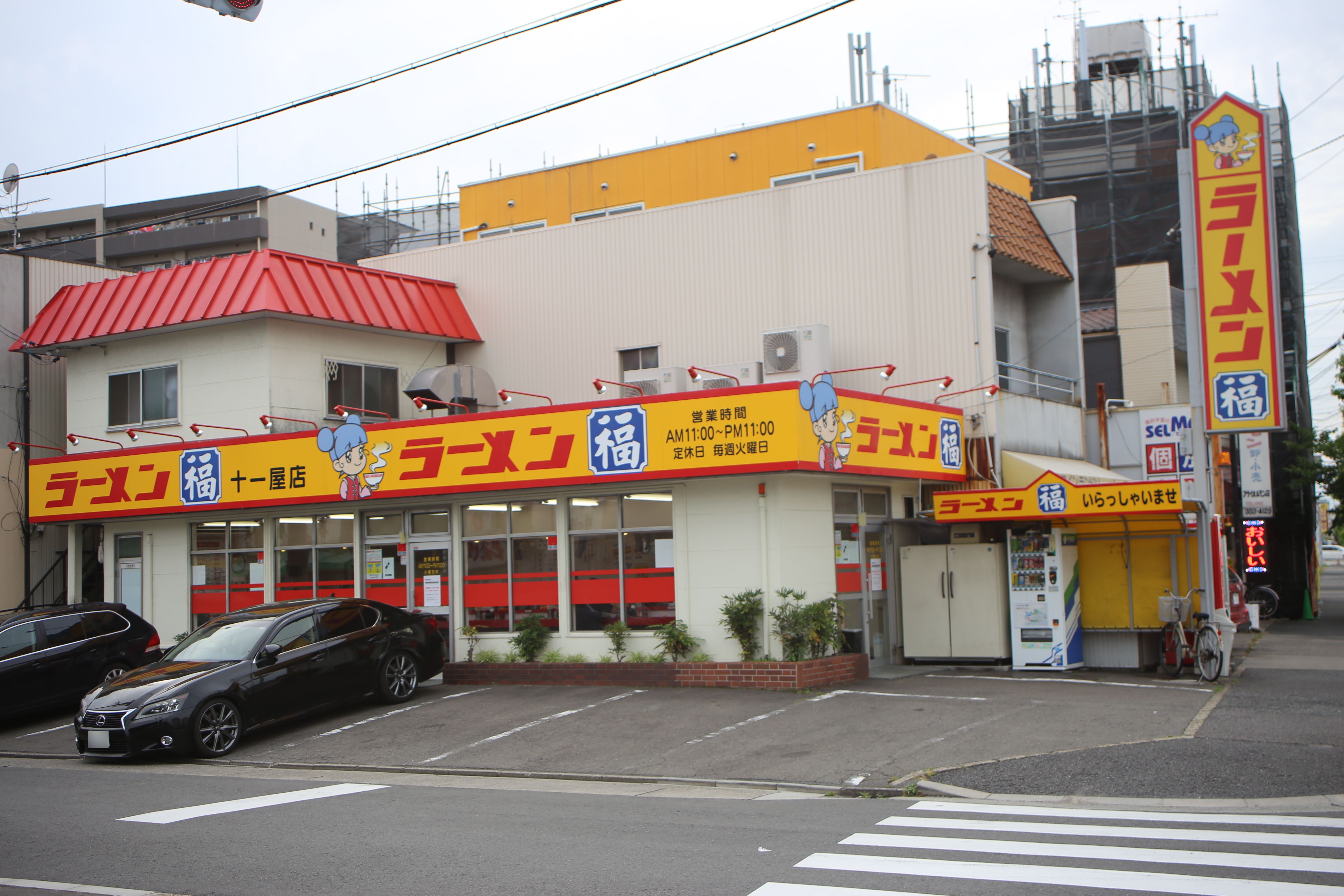
十一屋店
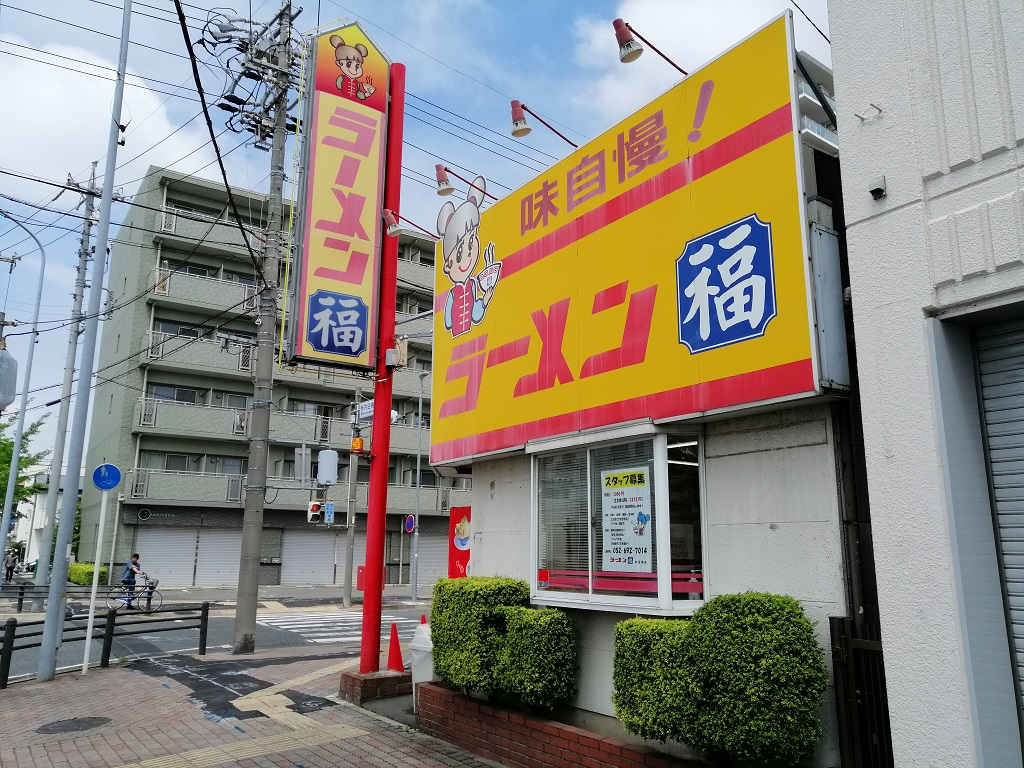
内田橋店
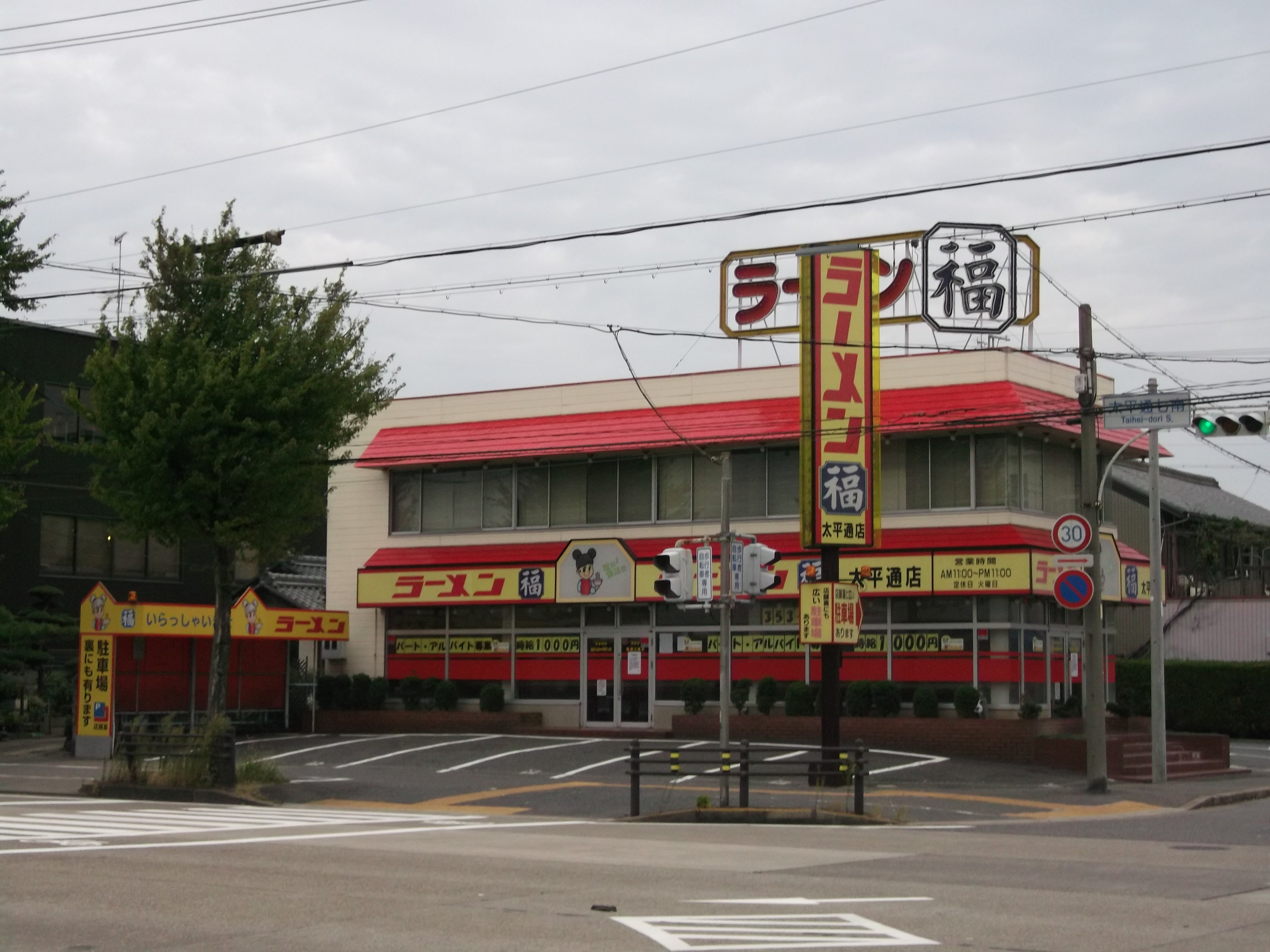
太平通店
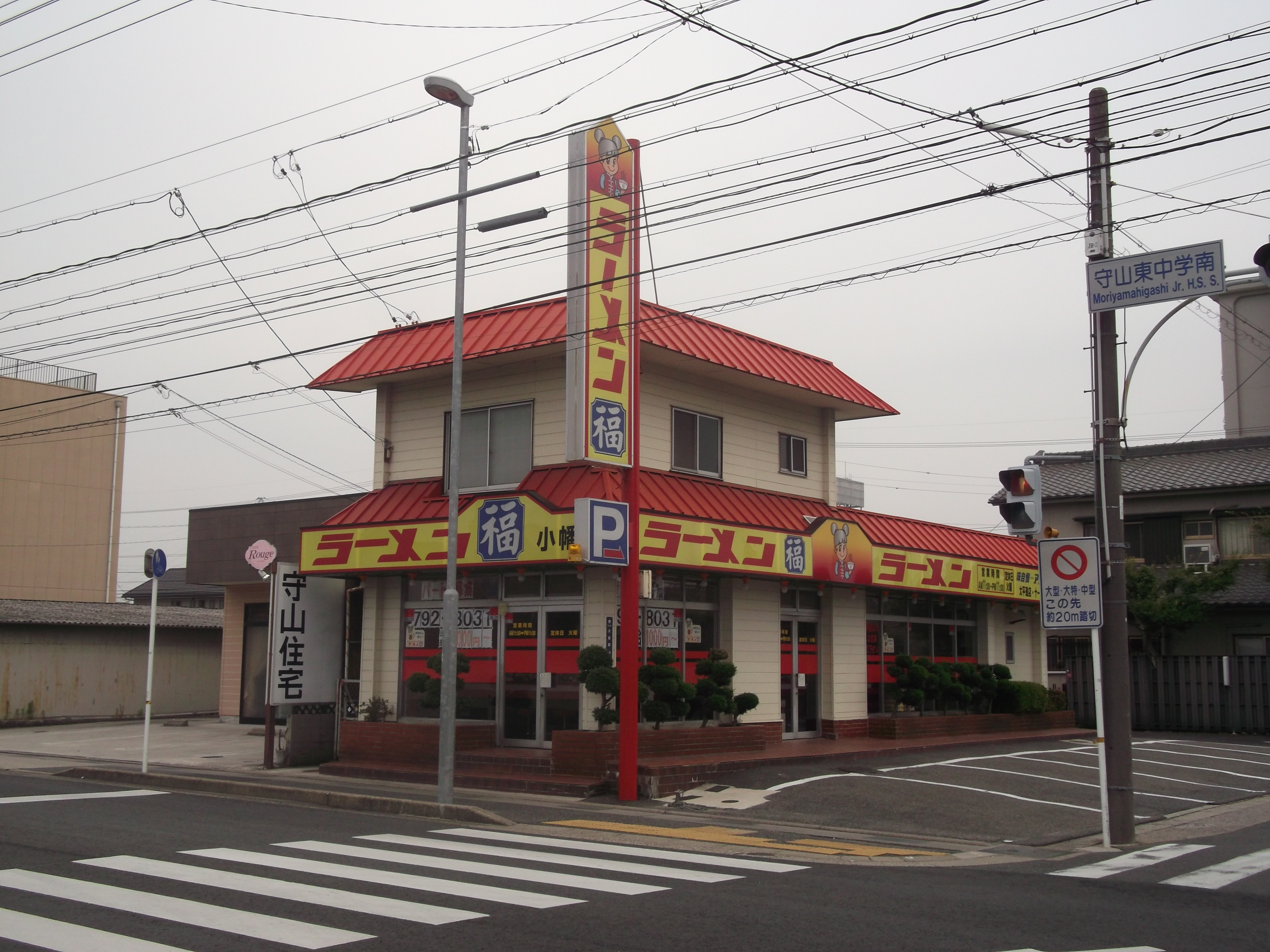
小幡店
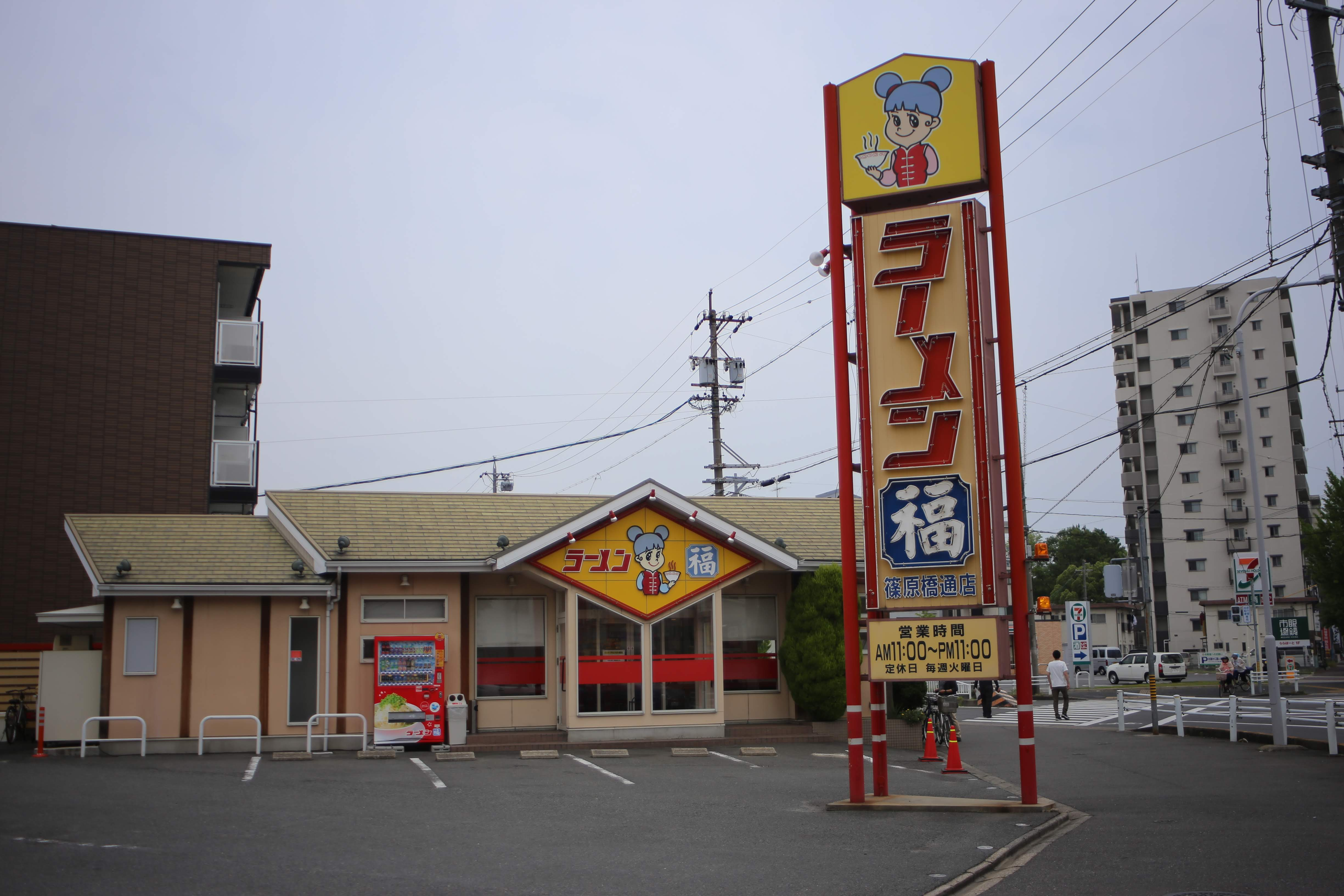
篠原橋通店
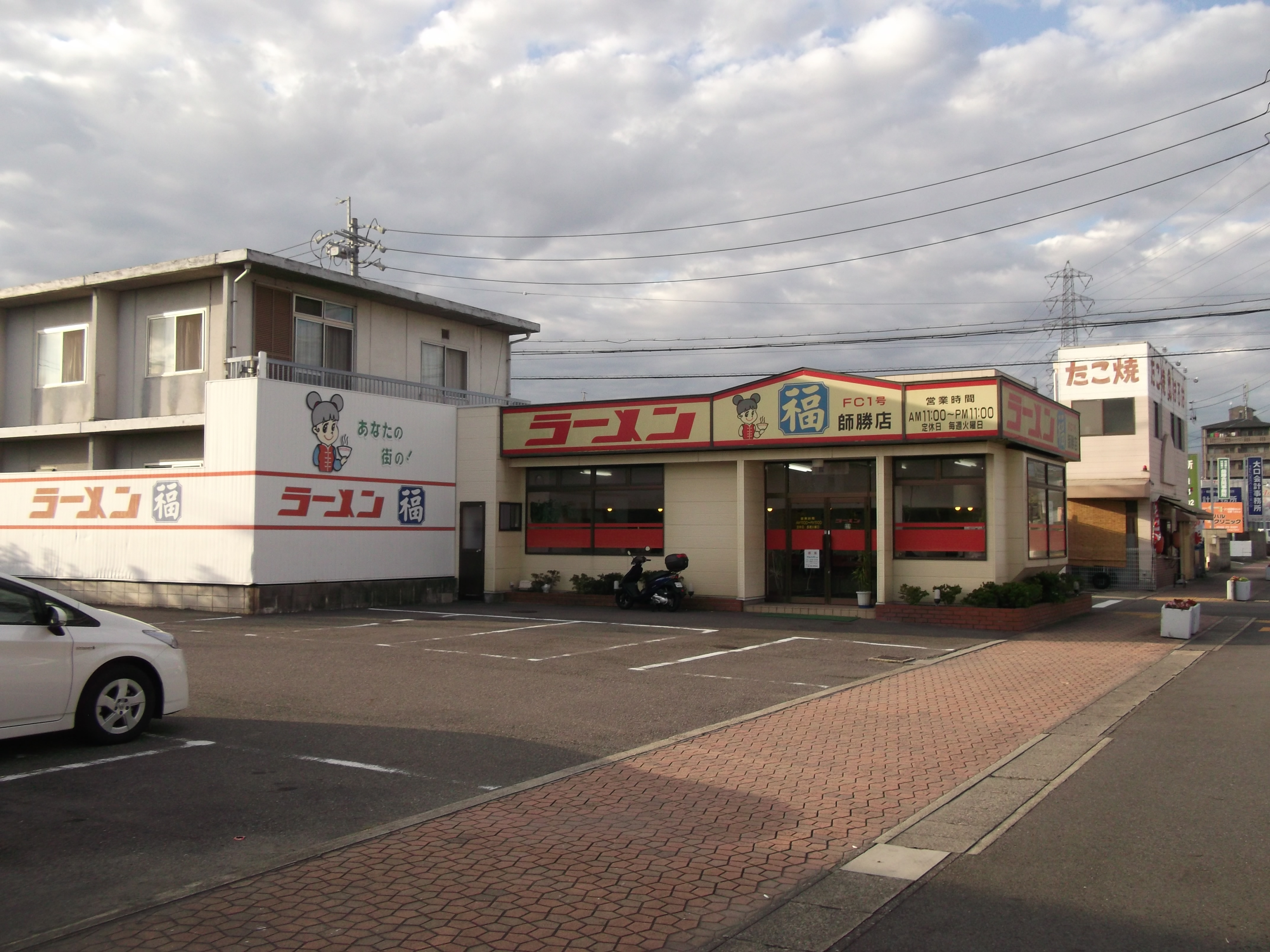
師勝店
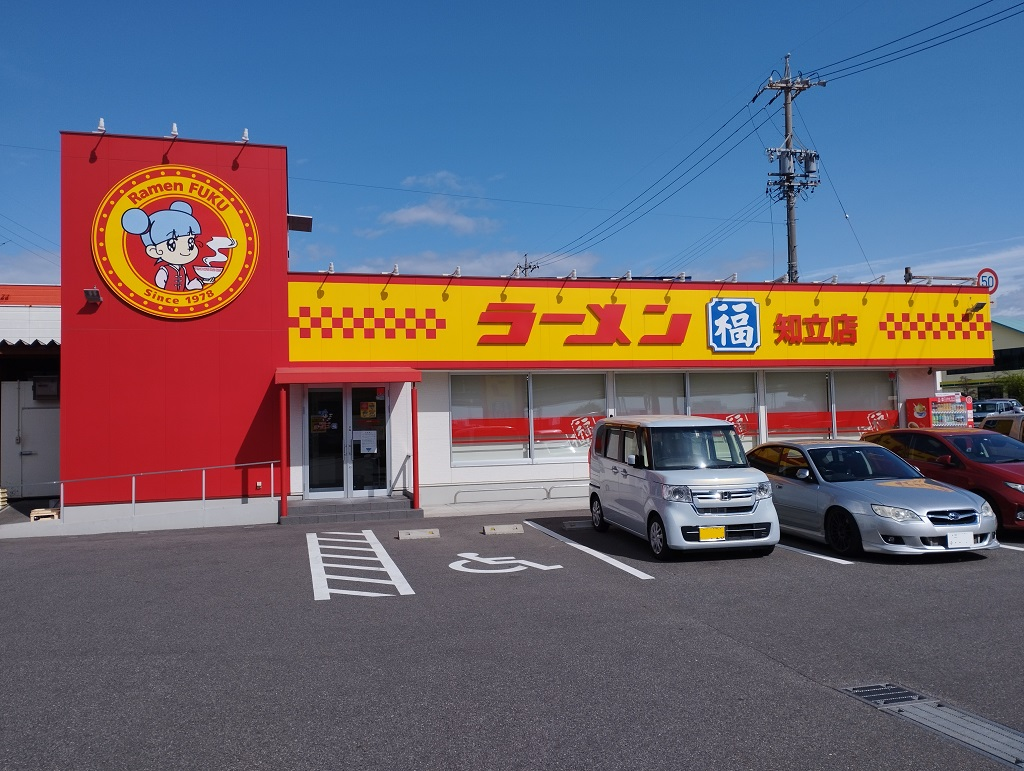
知立店
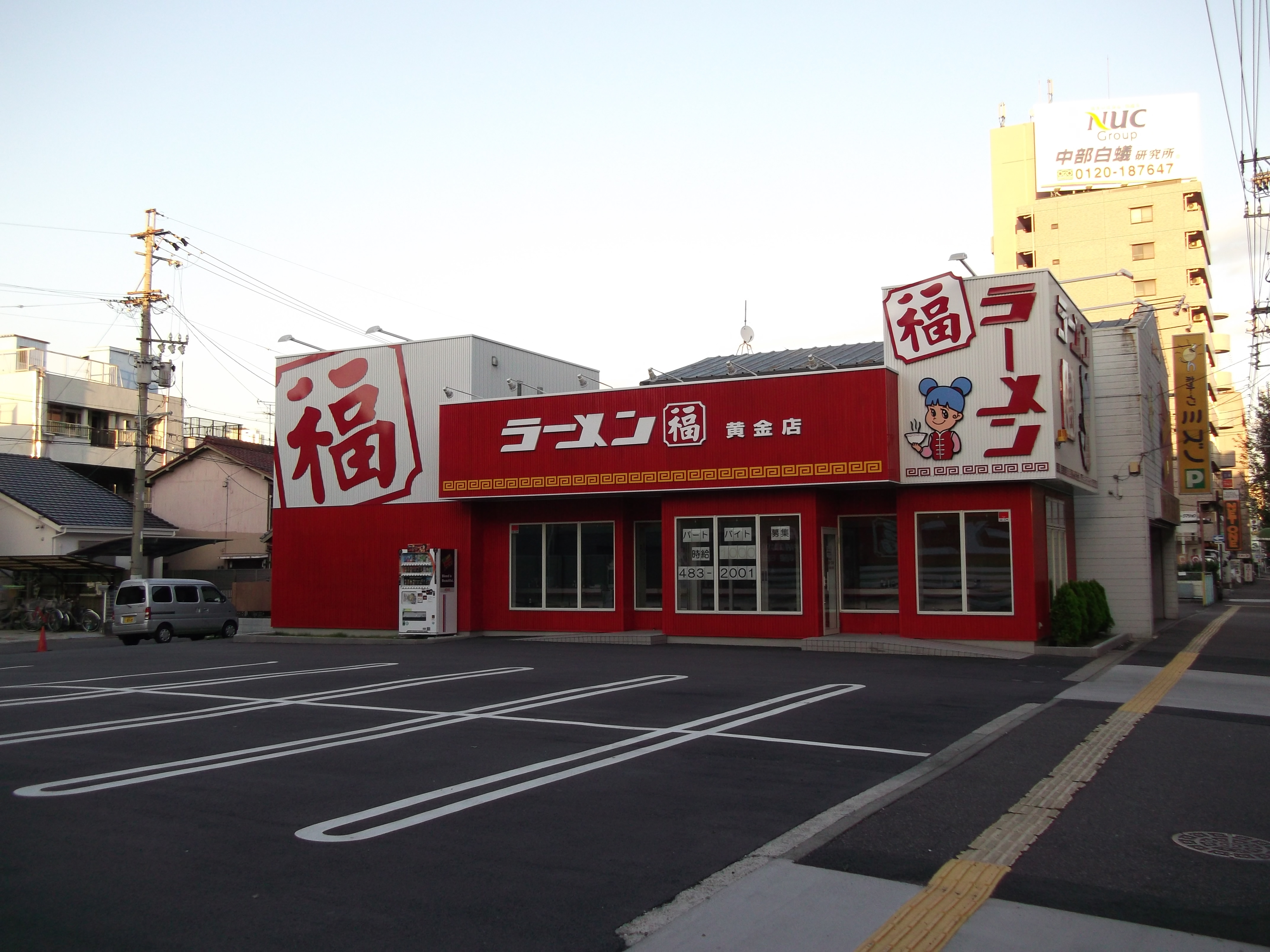
黄金店
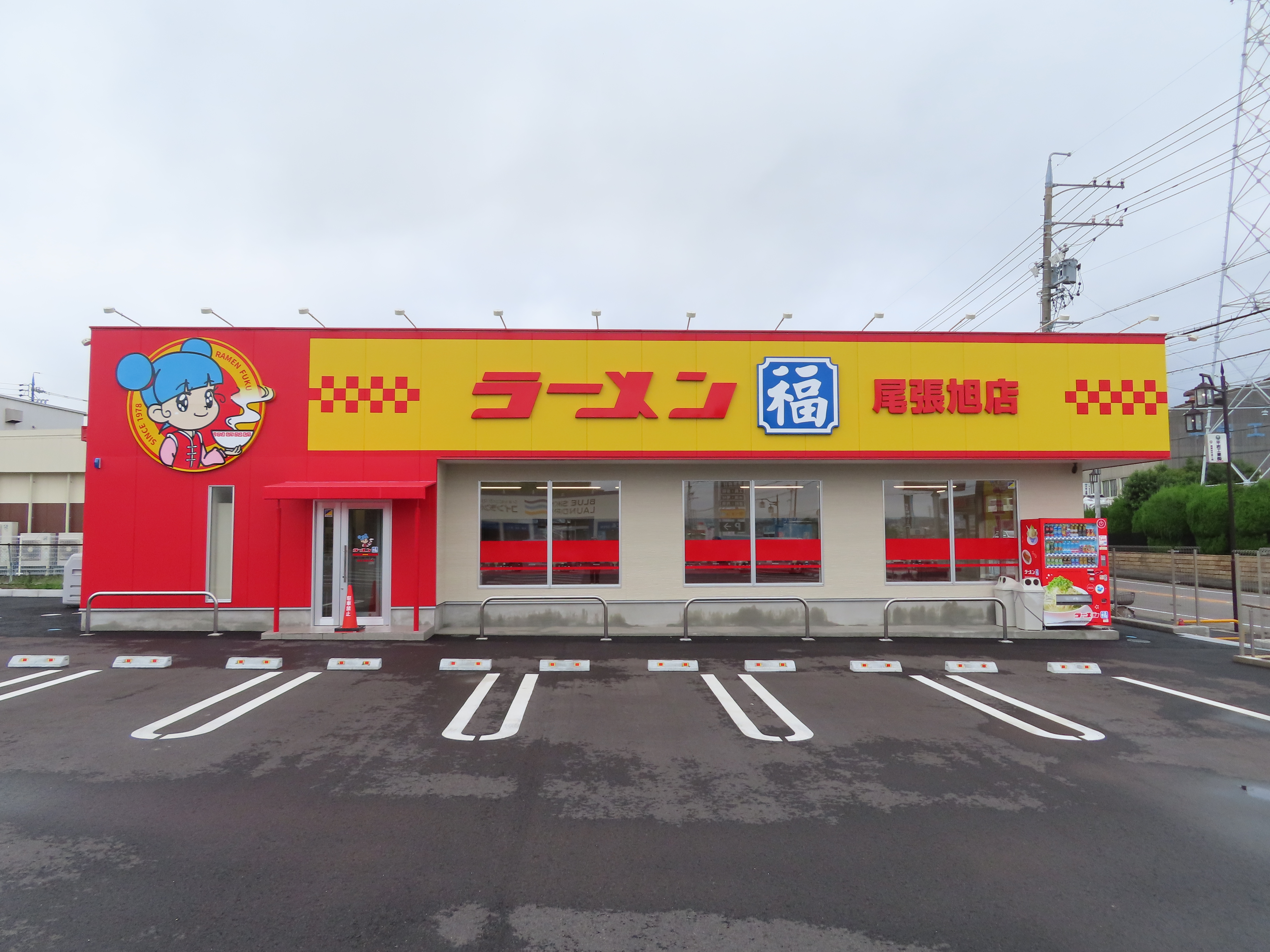
尾張旭店

#### WEB
1. 1 2 3 4 5  ラーメン福. “企業理念・会社概要”. 2024年10月19日閲覧。
2. ↑  ラーメン福. “ラーメン福のラーメン”. 2024年10月19日閲覧。
3. 1 2  ラーメン福. “メニュー”. 2024年10月19日閲覧。
4. 1 2  “株式会社アライの求人情報”. 2010年5月17日閲覧。[リンク切れ]
5. ↑  ラーメン福. “ラーメン福流　オススメの食べ方ご紹介”. 2024年10月19日閲覧。
6. ↑  ラーメン福. “ラーメン福について”. 2024年10月19日閲覧。
7. 1 2 3 4 5  ラーメン福. “企業理念・会社概要”. 2024年10月19日閲覧。
8. ↑  ラーメン福. “ラーメン福”. 2017年4月19日閲覧。
9. 1 2 3 4 5 6 7 8 9 10 11 12  ラーメン福. “店舗紹介”. 2024年10月19日閲覧。

#### 文献
1. ↑  2009年名古屋商工会議所会員名簿
2. 1 2  『東海ラーメン最強の一杯。』まちなみカントリープレス、2010年、71頁。ASIN B00AZEKD1M。
3. ↑  はんつ遠藤 2010, p. 107.
4. ↑  『最新！最強！究極のラーメン2011東海版』ぴあ中部支局、2010年11月11日、57頁。ISBN 978-4835614144。
5. ↑  じょり本間, p. 7.
6. ↑  “企業理念・会社概要｜ラーメン福 公式ページ 昭和53年創業”. ra-menfuku.com. 2023年3月2日閲覧。